# Astra 19,2°E
Astra 19,2°E é o nome para o grupo de satélites de comunicações Astra que estão localizados na posição de 19,2 graus de longitude leste no Cinturão de Clarke, pertence e é operado pela SES com base em Betzdorf, Luxemburgo. Esta a é mais antiga localização orbital da SES que serve a Europa (as outras são a 31,5°E, 28,2°E, 23,5°E, e 5°E).

## Satélites localizados nesta posição

### Atual
- Astra 1KR
- Astra 1L
- Astra 1M[1]
- Astra 1N

### Anterior
- Astra 1A (aposentado)
- Astra 1B (aposentado)
- Astra 1C (inativo, a localização atual é de 72°W)[2]
- Astra 1D (inativo, a localização atual é de 67.5°W)[2]
- Astra 1E (localização atual Astra 31,5°E)[3]
- Astra 1F (inativo, a localização atual é de 55°E)[4]
- Astra 1G (inativo, atualmente movendo para leste)[2]
- Astra 1H (inativo, a localização atual é de 67.5°W)[5]
- Astra 2B (localização atual Astra 31,5°E)
- Astra 2C (inativo, localização atual 28.2°E)[6]